# K League 2006
La K League 2006 fue la 24.ª temporada de la K League. Contó con la participación de catorce equipos. El torneo comenzó el 12 de marzo y terminó el 25 de noviembre de 2006.
El nuevo participante fue Gyeongnam FC. Además, Bucheon SK pasó a competir oficialmente bajo la denominación de Jeju United.
El campeón fue Seongnam Ilhwa Chunma, por lo que clasificó a la Liga de Campeones de la AFC 2007 y a la Copa de Campeones A3 2007. Por otra parte, salió subcampeón Suwon Samsung Bluewings. El segundo cupo para el máximo torneo continental fue para Chunnam Dragons.

## Reglamento de juego
El torneo se dividió en dos etapas. Cada una de ellas se disputó en un formato de todos contra todos a una sola ronda, de manera tal que cada equipo debió jugar un partido contra sus otros trece contrincantes. Una victoria se puntuaba con tres unidades, mientras que el empate valía un punto y la derrota, ninguno.
Para desempatar se utilizaron los siguientes criterios:
1. Puntos
2. Diferencia de goles
3. Goles anotados
4. Resultados entre los equipos en cuestión

Los ganadores de cada etapa, más los dos mejores de la tabla general ignorando a los mencionados en primer lugar, clasificaron a los play-off por el campeonato, que se decidieron de esta manera:
1. En las semifinales se enfrentaron cada vencedor de etapa ante un equipo clasificado mediante la tabla anual; en caso de que el marcador siguiera igualado al término del tiempo reglamentario, se jugaría una prórroga. En caso de que prosiguiera la paridad en el resultado, se ejecutaría una tanda de penales.
2. En la final se enfrentaron los ganadores de las semifinales, pero aquí se definiría en dos partidos. Si el marcador global siguiera igualado al término del tiempo reglamentario de la vuelta, se disputaría una prórroga. Finalmente, en caso de que prosiguiera la paridad en el resultado, se ejecutaría una tanda de penales.

## Tabla de posiciones

### Primera etapa
| Pos. | Equipo                  | Pts. | PJ | G  | E  | P | GF | GC | Dif. | Clasificación                                |
| ---- | ----------------------- | ---- | -- | -- | -- | - | -- | -- | ---- | -------------------------------------------- |
| 1    | Seongnam Ilhwa Chunma   | 32   | 13 | 10 | 2  | 1 | 21 | 9  | +12  | Clasificado a los play-off por el campeonato |
| 2    | Pohang Steelers         | 22   | 13 | 6  | 4  | 3 | 21 | 15 | +6   |                                              |
| 3    | Daejeon Citizen         | 19   | 13 | 4  | 7  | 2 | 13 | 10 | +3   |                                              |
| 4    | FC Seoul                | 16   | 13 | 3  | 7  | 3 | 13 | 10 | +3   |                                              |
| 5    | Chunnam Dragons         | 16   | 13 | 2  | 10 | 1 | 14 | 12 | +2   |                                              |
| 6    | Busan I'Park            | 16   | 13 | 4  | 4  | 5 | 24 | 25 | −1   |                                              |
| 7    | Jeonbuk Hyundai Motors  | 16   | 13 | 3  | 7  | 3 | 13 | 14 | −1   |                                              |
| 8    | Suwon Samsung Bluewings | 16   | 13 | 3  | 7  | 3 | 11 | 13 | −2   |                                              |
| 9    | Ulsan Hyundai Horang-i  | 15   | 13 | 3  | 6  | 4 | 9  | 13 | −4   |                                              |
| 10   | Incheon United          | 14   | 13 | 2  | 8  | 3 | 11 | 13 | −2   |                                              |
| 11   | Daegu FC                | 13   | 13 | 2  | 7  | 4 | 14 | 16 | −2   |                                              |
| 12   | Gwangju Sangmu Phoenix  | 13   | 13 | 2  | 7  | 4 | 10 | 13 | −3   |                                              |
| 13   | Gyeongnam FC            | 13   | 13 | 3  | 4  | 6 | 10 | 15 | −5   |                                              |
| 14   | Jeju United             | 9    | 13 | 1  | 6  | 6 | 8  | 14 | −6   |                                              |

 Fuente: South Korea 2006

### Segunda etapa
| Pos. | Equipo                  | Pts. | PJ | G | E | P | GF | GC | Dif. | Clasificación                                |
| ---- | ----------------------- | ---- | -- | - | - | - | -- | -- | ---- | -------------------------------------------- |
| 1    | Suwon Samsung Bluewings | 27   | 13 | 8 | 3 | 2 | 18 | 9  | +9   | Clasificado a los play-off por el campeonato |
| 2    | Pohang Steelers         | 25   | 13 | 7 | 4 | 2 | 21 | 13 | +8   |                                              |
| 3    | FC Seoul                | 23   | 13 | 6 | 5 | 2 | 18 | 12 | +6   |                                              |
| 4    | Daegu FC                | 21   | 13 | 6 | 3 | 4 | 18 | 14 | +4   |                                              |
| 5    | Ulsan Hyundai Horang-i  | 20   | 13 | 5 | 5 | 3 | 12 | 9  | +3   |                                              |
| 6    | Incheon United          | 19   | 13 | 5 | 4 | 4 | 13 | 14 | −1   |                                              |
| 7    | Chunnam Dragons         | 18   | 13 | 5 | 3 | 5 | 14 | 13 | +1   |                                              |
| 8    | Busan I'Park            | 18   | 13 | 5 | 3 | 5 | 16 | 17 | −1   |                                              |
| 9    | Seongnam Ilhwa Chunma   | 17   | 13 | 4 | 5 | 4 | 21 | 16 | +5   |                                              |
| 10   | Jeju United             | 16   | 13 | 4 | 4 | 5 | 15 | 16 | −1   |                                              |
| 11   | Gyeongnam FC            | 13   | 13 | 4 | 1 | 8 | 12 | 20 | −8   |                                              |
| 12   | Daejeon Citizen         | 12   | 13 | 3 | 3 | 7 | 15 | 22 | −7   |                                              |
| 13   | Jeonbuk Hyundai Motors  | 10   | 13 | 2 | 4 | 7 | 11 | 20 | −9   |                                              |
| 14   | Gwangju Sangmu Phoenix  | 10   | 13 | 3 | 1 | 9 | 7  | 16 | −9   |                                              |

 Fuente: South Korea 2006

### General
| Pos. | Equipo                    | Pts. | PJ | G  | E  | P  | GF | GC | Dif. | Clasificación |
| ---- | ------------------------- | ---- | -- | -- | -- | -- | -- | -- | ---- | --- |
| 1    | Seongnam Ilhwa Chunma (C) | 49   | 26 | 14 | 7  | 5  | 42 | 25 | +17  | Clasificado a los play-off por el campeonato a la Liga de Campeones de la AFC 2007 y a la Copa de Campeones A3 2007 |
| 2    | Pohang Steelers           | 47   | 26 | 13 | 8  | 5  | 42 | 28 | +14  | Clasificado a los play-off por el campeonato                                                                        |
| 3    | Suwon Samsung Bluewings   | 43   | 26 | 11 | 10 | 5  | 29 | 22 | +7   | Clasificado a los play-off por el campeonato                                                                        |
| 4    | FC Seoul                  | 39   | 26 | 9  | 12 | 5  | 31 | 22 | +9   | Clasificado a los play-off por el campeonato                                                                        |
| 5    | Ulsan Hyundai Horang-i    | 35   | 26 | 8  | 11 | 7  | 21 | 22 | −1   | |
| 6    | Chunnam Dragons           | 34   | 26 | 7  | 13 | 6  | 28 | 25 | +3   | Clasificado a la Liga de Campeones de la AFC 2007                                                                   |
| 7    | Daegu FC                  | 34   | 26 | 8  | 10 | 8  | 32 | 30 | +2   | |
| 8    | Busan I'Park              | 34   | 26 | 9  | 7  | 10 | 40 | 42 | −2   | |
| 9    | Incheon United            | 33   | 26 | 7  | 12 | 7  | 24 | 27 | −3   | |
| 10   | Daejeon Citizen           | 31   | 26 | 7  | 10 | 9  | 28 | 32 | −4   | |
| 11   | Jeonbuk Hyundai Motors    | 26   | 26 | 5  | 11 | 10 | 24 | 34 | −10  | Clasificado a la Liga de Campeones de la AFC 2007                                                                   |
| 12   | Gyeongnam FC              | 26   | 26 | 7  | 5  | 14 | 22 | 35 | −13  | |
| 13   | Jeju United               | 25   | 26 | 5  | 10 | 11 | 23 | 30 | −7   | |
| 14   | Gwangju Sangmu Phoenix    | 23   | 26 | 5  | 8  | 13 | 17 | 29 | −12  | |

 Fuente: South Korea 2006
Notas:
1. ↑  Chunnam Dragons se clasificó para la Liga de Campeones de la AFC 2007 al ganar la Copa FA de Corea 2006.
2. ↑  Jeonbuk Hyundai Motors se clasificó para la Liga de Campeones de la AFC 2007 como campeón vigente.

## Play-off por el campeonato

### Cuadro de desarrollo
|  | Semifinales             | Semifinales          |                       |                         | Final                | Final                | Final                |  |
|  | 11 y 12 de noviembre    | 11 y 12 de noviembre |                       |                         | 19 y 25 de noviembre | 19 y 25 de noviembre | 19 y 25 de noviembre |  |
|  |                         |                      |                       |                         |                      |                      |                      |  |
|  |                         |                      |                       |                         |                      |                      |                      |  |
|  | Suwon Samsung Bluewings | 1                    |                       |                         |                      |                      |                      |  |
|  | Suwon Samsung Bluewings | 1                    |                       |                         |                      |                      |                      |  |
|  | Pohang Steelers         | 0                    |                       |                         |                      |                      |                      |  |
|  | Pohang Steelers         | 0                    |                       | Suwon Samsung Bluewings | 0                    | 1                    |                      |  |
|  |                         |                      |                       | Suwon Samsung Bluewings | 0                    | 1                    |                      |  |
|  |                         |                      | Seongnam Ilhwa Chunma | 1                       | 2                    |                      |                      |  |
|  | Seongnam Ilhwa Chunma   | 1                    | Seongnam Ilhwa Chunma | 1                       | 2                    |                      |                      |  |
|  | Seongnam Ilhwa Chunma   | 1                    |                       |                         |                      |                      |                      |  |
|  | FC Seoul                | 0                    |                       |                         |                      |                      |                      |  |
|  | FC Seoul                | 0                    |                       |                         |                      |                      |                      |  |
|  |                         |                      |                       |                         |                      |                      |                      |  |

### Semifinales
| 11 de noviembre de 2006 | Seongnam Ilhwa Chunma | 1:0 (1:0) | FC Seoul | Complejo Deportivo de Tancheon, Seongnam |                                 |
|                         | Mota 40'              | Reporte   |          | Asistencia: 13.237 espectadores          | Asistencia: 13.237 espectadores |

| 12 de noviembre de 2006 | Suwon Samsung Bluewings | 1:0 (0:0) | Pohang Steelers | Estadio Mundialista, Suwon      |                                 |
|                         | J.H. Baek 54'           | Reporte   |                 | Asistencia: 37.256 espectadores | Asistencia: 37.256 espectadores |

### Final
| Ida; 19 de noviembre de 2006 | Seongnam Ilhwa Chunma | 1:0 (0:0) | Suwon Samsung Bluewings | Complejo Deportivo de Tancheon, Seongnam |                                 |
|                              | S.Y. Woo 88'          | Reporte   |                         | Asistencia: 21.437 espectadores          | Asistencia: 21.437 espectadores |

| Vuelta; 25 de noviembre de 2006 | Suwon Samsung Bluewings | 1:2 (0:1) | Seongnam Ilhwa Chunma | Estadio Mundialista, Suwon      |                                 |
|                                 | Silva 75'               | Reporte   | Mota 25', 65'         | Asistencia: 38.526 espectadores | Asistencia: 38.526 espectadores |

## Campeón
|                                          |
|                                          |
| Campeón Seongnam Ilhwa Chunma 7.º título |